# 25038 Матебездек
25038 Матебездек (25038 Matebezdek) — астероїд головного поясу, відкритий 17 серпня 1998 року.
Тіссеранів параметр щодо Юпітера — 3,564.